# Ёжевский
Ёжевский — починок в Юкаменском районе Удмуртии, входит в состав Ёжевского сельского поселения.

## Население
| 2007 | 2010 | 2012 |
| ---- | ---- | ---- |
| 83   | ↘50  | ↘45  |

## Улицы
- пер. Полевой,
- ул. Южная[3].